# Lijst van programma's van National Geographic
Dit is een overzicht van de huidige en voormalige programma's die zijn uitgezonden door National Geographic.
- Air Crash Investigation
- Alaska State Troopers
- America's Hardest Prisons
- A Traveller's Guide to the Planets
- Bid & Destroy
- Big, Bigger, Biggest
- Brain Games
- Classified
- Cosmos: A Spacetime Oddysey
- Doomsday Preppers
- Earth Investigated
- Explorer
- Great Migrations
- Hacking the system
- Is It Real?
- Known Universe
- Locked Up Abroad
- Megafactories
- Megastructures
- Nazi Hunters
- None of the Above
- Seconds from Disaster
- The Dog Whisperer
- The Border
- The Numbers Game
- Mistery Files
- Mistery 360
- Science of Stupid
- Breakout
- Hard Time
- Engineering Connections
- Test Your Brain
- World's Toughest Fixes
- Strippers: Cars for Cash
- Car S.O.S.
- Restoration Garage
- Building Wild
- Wicked Tuna
- Yukon Gold
- Ultimate Airport Dubai
- Hard Time
- Ultimate Survival Alaska
- To Catch a Smuggler
- Drugs inc.
- Highway Thru Hell
- Nazi Megastructures
- America's Lost Treasures
- Apocalypse: WW I
- Apocalypse: WWII
- Apocalypse: Rise of Hitler
- Money Meltdown
- Beyond Magic with DMC
- The incredible Dr. Pol
- The Story of God with Morgan Freeman

Verder zijn er ook aparte documentaires te zien.